# U-159号潜艇 (1918年)
陛下之159号潜艇是德意志帝国海军在第一次世界大战期间建造的一艘中型潜艇或称U艇。它与姊妹艇U-158号一样，是根据U-115至U-116型的设计进行改良的两艘艇之一，并作为810吨级的U艇于1917年2月订购。它们被称为“25号方案”，具有更广阔的活动半径。两艘艇均由但泽的帝国船厂承建，其中U-159号于1918年5月25日下水。由于战争在其投入服役前便已结束，该艇最终以未完工的状态于1919年拆解报废。

## 脚注
1. ↑  Gröner 1991，第12-14頁.
2. ↑  Gibson & Prendergast，第143頁.
3. ↑  Gardiner & Budzbon，第180頁.